# Observatoire de la montagne

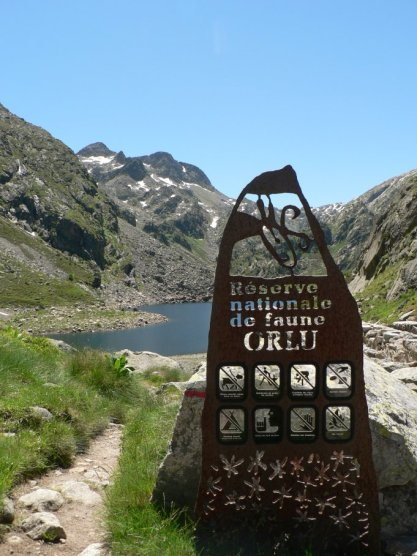
Borne du sentier de la Réserve d'Orlu

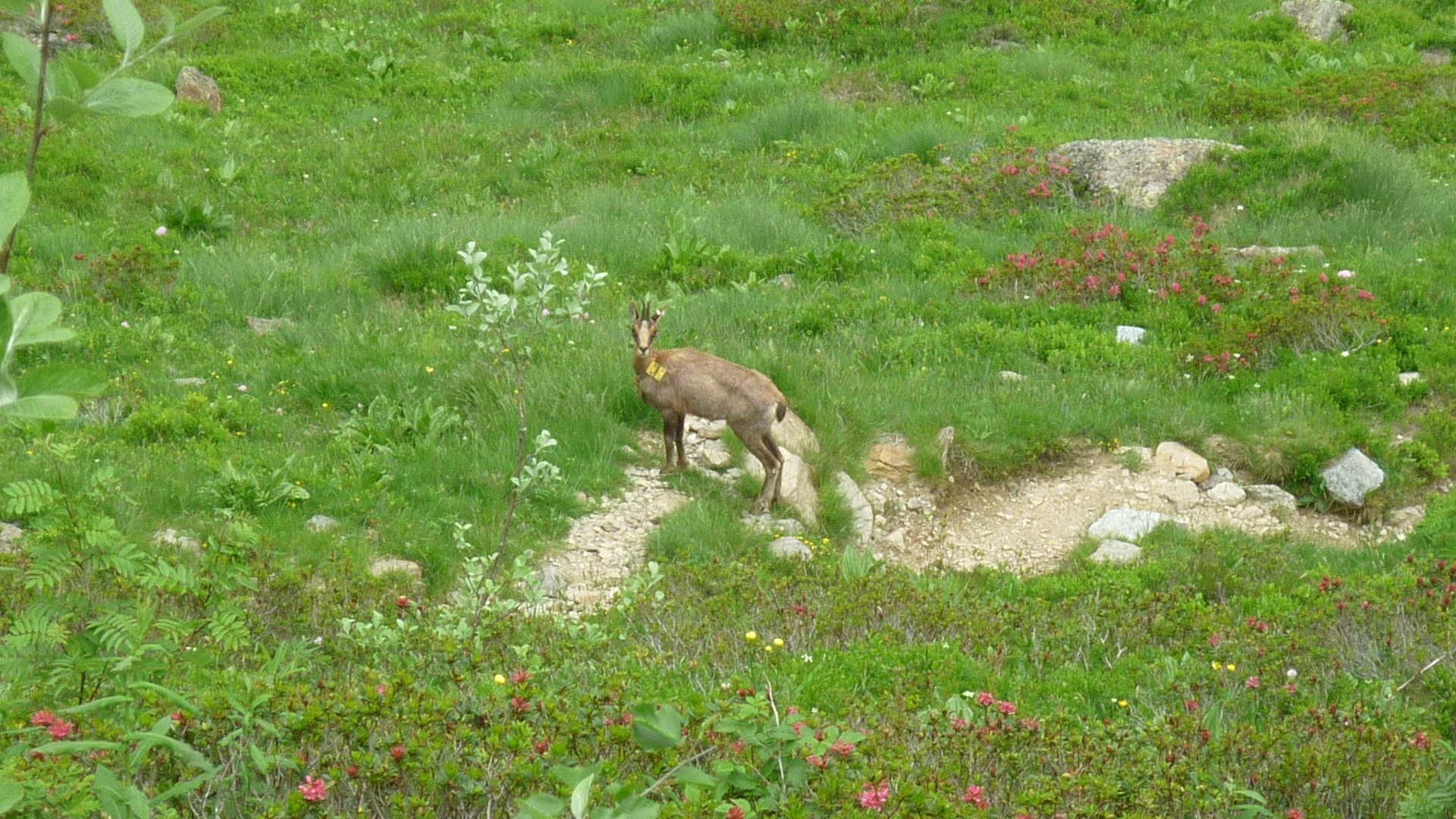
faune (isard) dans la réserve nationale de chasse d'Orlu

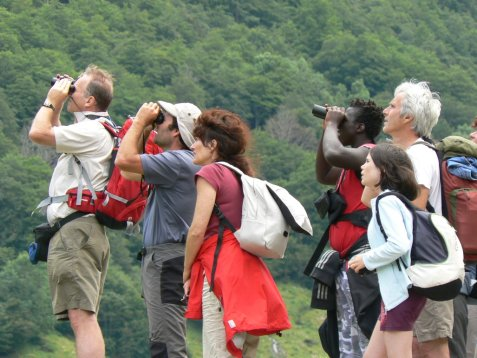
Observation du Gypaète barbu

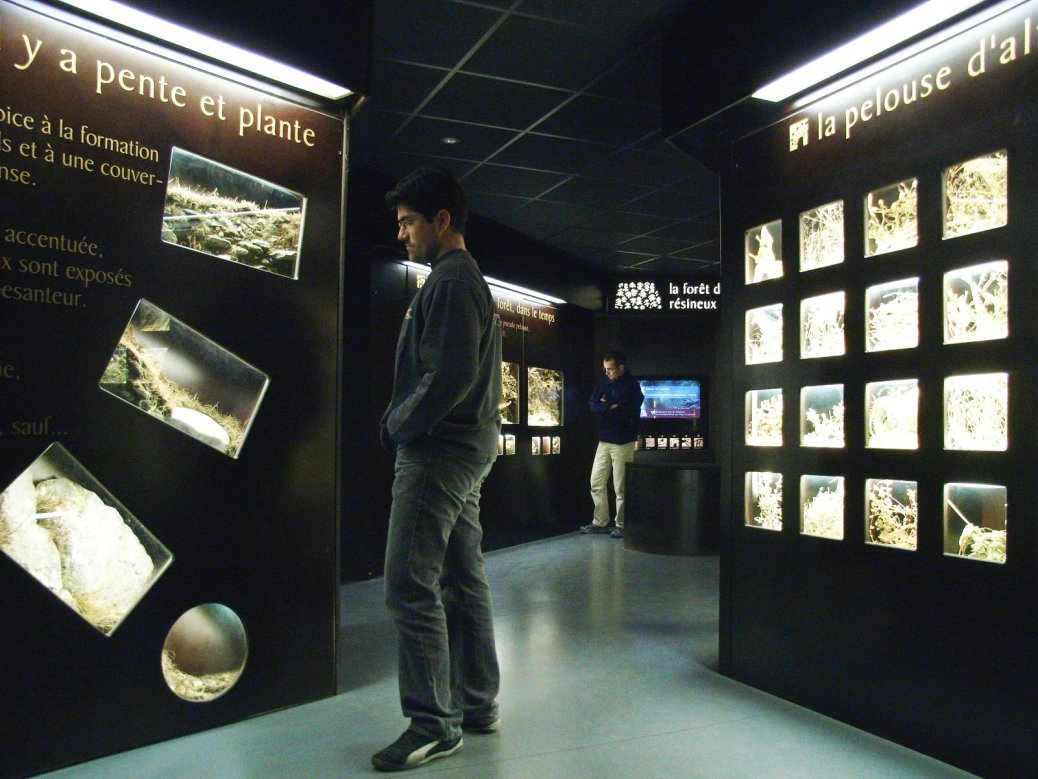
Musée de l'Observatoire de la montagne

L’Observatoire de la montagne est une structure de découverte de l’écologie du milieu montagnard située aux portes de la réserve nationale d'Orlu dans les Pyrénées ariégeoises. 
C'est aussi une structure de développement local et d'animation territoriale. Depuis 2009, l'Observatoire de la montagne travaille en étroite relation avec la réserve nationale de chasse et de faune sauvage d’Orlu pour mieux connaître la richesse de ce territoire et pour participer aux diverses actions de suivis et d'inventaires. L'Observatoire de la montagne anime également deux sites Natura 2000 "Quérigut-Orlu" et "Vallée de l'Aston" pour le compte des communes.

## Géographie
Situé au hameau des Forges d’Orlu, à 8 kilomètres d’Ax-les-Thermes, en Haute-Ariège. 

## Activités
L'Observatoire de la montagne propose un nouveau regard sur la montagne à travers :
- Un espace muséographique sur la montagne : représentation mêlant science et poésie, il joue avec les sens et stimule la réflexion. Cet espace correspond à une reconstitution scénographique de l'étagement de la montagne dans un espace intérieur de 300 m2.

- Des sorties nature de découverte et d’observation : une autre relation avec la montagne où l’objectif n’est pas la performance sportive, mais l'observation de la vie sauvage et la capacité donnée à chacun de suivre son propre chemin de réflexion sur la nature.

- Des animations pédagogiques : lecture de paysage, éducation à l’environnement et au développement durable, hydroélectricité, la vie du Grand Tétras, jeux de piste, etc.
- Des suivis faune et flore sur la Réserve d'Orlu
- L'animation des sites Natura 2000 de la Haute Ariège